# Peltonotus mushiyaus
Peltonotus mushiyaus är en skalbaggsart som beskrevs av Jameson och Yuiti Wada 2009. Peltonotus mushiyaus ingår i släktet Peltonotus och familjen Dynastidae. Inga underarter finns listade i Catalogue of Life.